# UFC on ABC: Sandhagen vs. Nurmagomedov
 UFC on ABC: Sandhagen vs. Nurmagomedov  (conosciuto anche come  UFC on ABC 7)  è stato un evento di arti marziali miste tenuto dalla Ultimate Fighting Championship il 3 agosto 2024 all'Etihad Arena di Abu Dhabi, negli Emirati Arabi.

## Risultati
|                  | Divisione             |                       |                 |                     | Metodo                                      | Round           | Tempo           | Premio          |
| Card Principale  | Card Principale       | Card Principale       | Card Principale | Card Principale     | Card Principale                             | Card Principale | Card Principale | Card Principale |
| ---------------- | --------------------- | --------------------- | --------------- | ------------------- | ------------------------------------------- | --------------- | --------------- | --------------- |
|                  | Pesi gallo            | Umar Nurmagomedov     | batte           | Cory Sandhagen      | Decisione unanime (50–45, 49–46, 49–46)     | 5               | 5:00            |                 |
|                  | Pesi medi             | Sharabutdin Magomedov | batte           | Michał Oleksiejczuk | Decisione unanime (30–27, 30–27, 29–28)     | 3               | 5:00            | FOTN            |
|                  | Pesi gallo            | Deiveson Figueiredo   | batte           | Marlon Vera         | Decisione unanime (29–28, 29–28, 30–27)     | 3               | 5:00            |                 |
|                  | Pesi welter           | Michael Chiesa        | batte           | Tony Ferguson       | Sottomissione (rear-naked choke)            | 1               | 3:44            |                 |
|                  | Pesi paglia femminili | Mackenzie Dern        | batte           | Loopy Godinez       | Decisione unanime (29–28, 29–28, 29–28)     | 3               | 5:00            |                 |
|                  | Pesi leggeri          | Joel Álvarez          | batte           | Elves Brener        | KO tecnico (ginocchiate e pugni)            | 3               | 3:36            | POTN            |
| Card preliminare |                       |                       |                 |                     |                                             |                 |                 |                 |
|                  | Pesi mediomassimi     | Azamat Murzakanov     | batte           | Alonzo Menifield    | KO (pugni)                                  | 2               | 3:18            | POTN            |
|                  | Pesi leggeri          | Kauê Fernandes        | batte           | Mohammad Yahya      | KO tecnico (pugni)                          | 1               | 4:45            |                 |
|                  | Pesi massimi          | Shamil Gaziev         | batte           | Don'Tale Mayes      | Decisione unanime (30–27, 30–27, 30–27)     | 3               | 5:00            |                 |
|                  | Pesi leggeri          | Guram Kutateladze     | batte           | Jordan Vucenic      | Decisione unanime (29–28, 29–28, 29–28)     | 3               | 5:00            |                 |
|                  | Pesi paglia femminili | Sam Hughes            | batte           | Victoria Dudakova   | Decisione non unanime (27–30, 29–28, 29–28) | 3               | 5:00            |                 |
|                  | Pesi leggeri          | Jai Herbert           | batte           | Rolando Bedoya      | Decisione unanime (30–27, 30–27, 29–28)     | 3               | 5:00            |                 |
|                  | Pesi medi             | Sedriques Dumas       | batte           | Denis Tiuliulin     | Decisione unanime (29–28, 29–28, 30–27)     | 3               | 5:00            |                 |

## Premi
I lottatori premiati ricevettero un bonus di 50.000 dollari.
Legenda:
- FOTN: Fight of the Night (vengono premiati entrambi gli atleti per il miglior incontro dell'evento)
- POTN: Performance of the Night (viene premiato il vincitore per la migliore performance dell'evento)